# IC 1296
IC 1296 — галактика типу SBbc (компактна витягнута галактика) у сузір'ї Ліра.
Цей об'єкт міститься в оригінальній редакції індексного каталогу.